# 케이틀린 테일러 러브
케이틀린 테일러 러브(Caitlyn Taylor Love, 1994년 6월 16일 ~ )는 미국의 배우이자 가수이다.